# Mianshan
Mianshan (kinesiska: 绵山, 绵山镇) är en köping i Kina. Den ligger i provinsen Shanxi, i den norra delen av landet, omkring 110 kilometer sydväst om provinshuvudstaden Taiyuan. Antalet invånare är 29 578. Befolkningen består av 14 163 kvinnor och 15 415 män. Barn under 15 år utgör 18,0 %, vuxna 15-64 år 73 %, och äldre över 65 år 8,0 %.
Genomsnittlig årsnederbörd är 726 millimeter. Den regnigaste månaden är juli, med i genomsnitt 233 mm nederbörd, och den torraste är december, med 3 mm nederbörd.